# Бєляєв Мойсей Ануфрійович
Бєляєв Мойсей Ануфрійович (27 березня 1905, с. Велика Слобода, Сосницький повіт, Чернігівська губернія — 27 липня 1992, Псков) — голова колгоспу «Кзилтуський» Кокчетавської області, Герой Соціалістичної Праці (1957). Член КПРС із 1941 року

### Біографія
Народився у 1905 році у селі Велика Слобода Сосницького повіту Чернігівської губернії (нині — Корюківський район Чернігівської області України).
Працювати почав із 1925 року. Працював завідувачем агітмасового відділу та секретарем Охраміївського районного виконкому ВЛКСМ. У 1927 році був призваний на термінову службу до лав Червоної Армії. Після армійської служби навчався у Ленінградському сільськогосподарському інституті, який закінчив у 1935 році, здобувши спеціальність «агроном-рослинник».
З 1935 року по 1941 рік працював у колгоспах Ленінградській та Ростовській областях. З 1941 року брав участь у Великій Вітчизняній війні. Після демобілізації працював у колгоспах у Мордовській АРСР. В 1954 був призначений головою колгоспу «Кзилтуський» Кокчетавської області Казахської РСР.
У 1956 році колгосп «Кзилтуський» зібрав 44097 центнерів зернових і здав державі 32892 центнери зернових при плані 18000 центнерів. 11 січня 1957 року удостоєний звання Героя Соціалістичної Праці «за особливо видатні успіхи, досягнуті у роботі з освоєння цілинних і перелогових земель, і отримання високого врожаю».
З 1973 року — на пенсії. Жив у місті Псков. Помер 27 липня 1992 року, похований у Пскові.